# Barnesville (Maryland)
Barnesville – miasto w Stanach Zjednoczonych, w stanie Maryland, w hrabstwie Montgomery.